# Bertiera heterophylla
Espèce
Bertiera heterophylla est une espèce de plantes à fleurs de la famille des Rubiaceae et du genre Bertiera. C'est un sous-arbrisseau présent au Cameroun et au Gabon.